# Maria van Spanje (1757-1813)
Maria van Spanje (Waddinxveen, gedoopt 9 december 1757 –  Den Haag, 25 augustus 1813) monsterde in de achttiende eeuw onder valse naam en in mannenkleding als matroos aan op oorlogsschepen van de Admiraliteit. 

## Biografie
Maria van Spanje werd geboren in Waddinxveen als dochter van Willem van Spanje en Jannetje van der Velde. Op zevenjarige leeftijd verliet ze het ouderlijk huis om als boerenmeid elders te gaan werken. Op enig moment monsterde ze in mannenkleding aan op het schip De Erfprins van kapitein Braat, waar ze acht maanden onder valse naam diende. Nadat ze ontmaskerd was, monsterde ze aan op het schip Thetis van kapitein Vosch van Avezaat. Ook hier werd ze ontdekt, wat leidde tot anderhalve week tuchthuisstraf. Dit weerhield haar niet om daarna op andere schepen aan te monsteren.  
In december 1781 werd ze in Rotterdam gearresteerd. Ze werd gevangengezet onder het raadhuis van Rotterdam, waar ze tweemaal werd verhoord – op 22 december 1781 en op 3 januari 1782. Ze bekende dat ze diverse malen bij oorlogsschepen had aangemonsterd. Als reden gaf zij aan, dat zij "een grote lust [had] om als matroos het land te dienen". Volgens de hoofdofficier had Maria van Spanje, 

"haar sexe verzakende zedert een geruimen tyd zig heeft toe gelegd, om verkleed in manskleeren de herbergen en kroegen te frequenteeren, zig voor een manspersoon uit te geven ende luiden alzoo te misleiden en te bedriegen".

Op 5 januari 1782 veroordeelden de schepenen haar, overeenkomstig de eis van de hoofdofficier, tot een jaar werkhuis in Rotterdam. Deze straf heeft ze niet volledig hoeven uit te zitten.
Op 19 mei 1782 trouwde ze in Zevenhuizen met Aper Bouwman, weduwnaar van Lijntje de Knegt. Bouwman was molenaar op de zuidelijke ondermolen in de Eendraghtspolder. Het echtpaar kreeg dertien kinderen, onder wie Hendriksie (1784-1835), Arijaantje (1793-1813) en Lena (1794-1862). Rond 1802 leefde het gezin een armoedig bestaan en ging Maria uit stelen. Ze werd hiervoor veroordeeld tot een maand gevangenisstraf. In 1811 overleed haar man; hij werd op 10 juli 1811 in Zevenhuizen begraven. Maria van Spanje leidde daarna een zwervend bestaan. Haar dochter Arijaantje, die als dienstmeid werkte op een boerderij in Nieuwerkerk aan den IJssel, werd in 1813 veroordeeld wegens brandstichting en diefstal en op 1 mei 1813 in Den Haag onthoofd. Zijzelf werd op 10 juli 1813, zonder vaste woon-of verblijfplaats, in Zegwaard gearresteerd wegens diefstal. Maria van Spanje overleed, voordat ze kon worden berecht, in augustus 1813 in het Huis van Bewaring in Den Haag.

## Wetenswaardigheid
De Aper Bouwmankade, in de wijk Nesselande in het Rotterdamse stadsdeel Prins Alexander, is vernoemd naar de echtgenoot van Maria van Spanje. De Aelbert van Spanjekade in dezelfde wijk is vernoemd naar haar broer.